# Jacques Philippe Ottavi
Pour les articles homonymes, voir Ottavi.
Giacomo Filippo (Jacques Philippe) Ottavi, né à Ghisoni (Corse), le 24 juillet 1767, mort le 13 novembre 1855 à Montpellier (Hérault), est un général français de la Révolution et de l’Empire.

## États de service
Il entre en service comme soldat au Royal Corse Infanterie en 1782, il devient sous-lieutenant quartier maître en 1792, capitaine adjudant major en 1794, chef de bataillon adjudant commandant dans l'armée d'Italie et cesse ses fonctions en 1795. 
Passé au service cisalpin comme chef de brigade le 8 septembre 1796, il est promu adjudant général le 10 février 1797 et général de brigade le 22 décembre 1800. Il est avec la division italienne Lechi au corps d'observation de l'Italie méridionale (1803-1805), et en novembre 1805, au blocus de Venise, où il commande un corps détaché de chasseurs à cheval italiens. 
En 1806, il suit la division Lechi dans l'occupation du royaume de Naples et le 14 mars 1806, il fait prisonnier le brigadier marquis Rodio avec son état major. Commandant militaire des provinces de Otrante (Lecce) et Capitanata (Foggia). Commandeur de l'ordre royal des Deux-Siciles le 20 mai 1808, il passe au service napolitain comme général de division, de mars à septembre 1810, il est lieutenant général inspecteur de la Gendarmerie Royale napolitaine, sous les ordres du premier inspecteur général Claude Antoine Compère. 
Il est ensuite commandant de la 4e division militaire (Pouilles). Il est titré chevalier de l'ordre de la Couronne de fer et baron du royaume de Naples le 21 avril 1813. 
Le 1er octobre 1815, il revient au service français avec le grade de maréchal de camp. Il participe, à la tête du régiment Royal-Louis, à l'échec de l'attaque du 18 avril 1816, contre les insurgés corses du Fiumorbo dirigés par Bernardin Poli. Nommé Lieutenant-général le 11 décembre 1816, il se retire en 1817.